# 草加宿

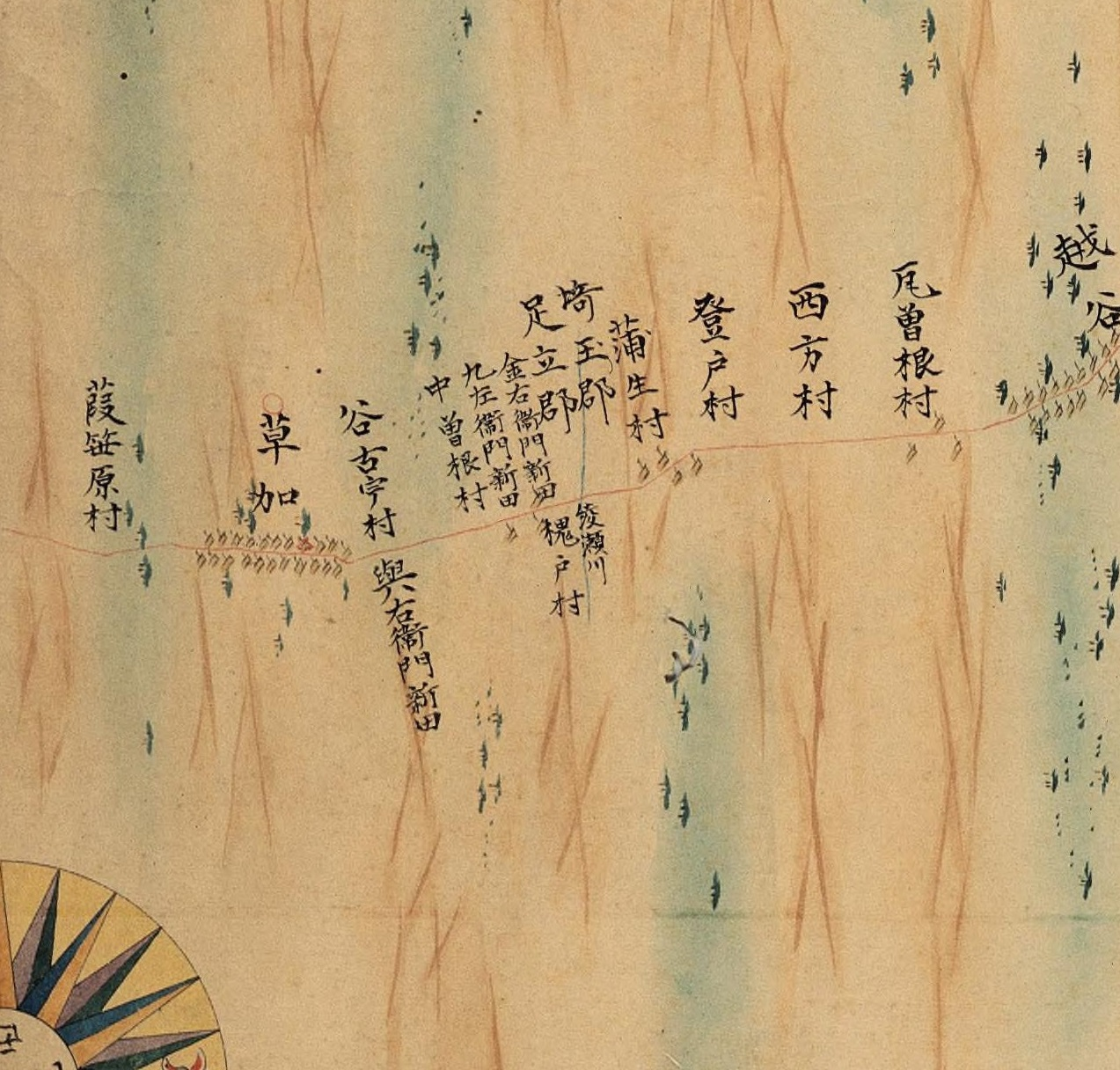
草加宿周辺〔大日本沿海輿地全図 〕. 第８７図 下野・下総・武蔵(武蔵・草加・下総・古河・下野・小山)

草加宿（そうかしゅく）は、日光街道および奥州街道の2番目の宿駅（宿場町）である。埼玉六宿のひとつ。武蔵国足立郡にあり、現在の埼玉県草加市中心部に相当する。
宿場の位置は、現在の草加市役所の前に建つ地蔵堂付近から神明一丁目の草加六丁目橋付近までの、東京都道・埼玉県道49号足立越谷線（1937年（昭和12年）に新道として開通）の西にある「箪笥の取っ手状の道」となっている一帯である。「中川、綾瀬川、伝右衛門川、八条用水、葛西用水、谷古田用水などが南流する沖積低地上の海抜四メートル前後地」に位置した。江戸時代初頭に「千住・越ヶ谷両宿間の長距離人馬の継立回避を目的に奥州街道第二継の宿駅」とし、9ヵ村持ち立ての組合宿である。9ヵ村は、南草加村、北草加村、与左衛門新田、弥惣右衛門新田、谷古宇村、立野村、宿篠葉村、吉笹原村、原島村であった。

## 沿革

### 背景
草加町の一字であった谷古宇町の記述がある。吾妻鏡の承久5年8月7日の條にて「鶴岡八幡宮御分武蔵矢古宇郷司職五十六歩」との記述があり、鶴岡八幡宮の文書に「可令早爲鶴岡八幡宮社領武蔵矢古宇郷可爲社領之状 依仰下知如何 承久三年八月二 日陸奥守平花押」 とあることから、谷古宇（矢古宇）は鶴岡八幡宮の領地であった。

### 五街道の整備
慶長元年（1596年）、徳川氏は“陸奥の駅路”奥州街道を定め、慶長7年(1602年)、伝馬人足の設置および継立を義務づけた宿駅制度を設けた。奥州街道・日光街道の千住から越ヶ谷間は、この一帯の街道筋は沼地が多かったため、これを迂回し花俣（現在の東京都足立区花畑）から八条（八潮市）に出て古利根川と元荒川の自然堤防に沿って越ケ谷に至る経路を取っていた。

千住宿 -越ヶ谷宿間には宿場が無かったが、宿篠葉村の大川図書が中心となり新道開削が行われ、茅原を開き沼を埋め立てて、千住から越ヶ谷間をほぼ直線で結ぶ草加新道を築いた。これが草加宿の基となったとされる。

このルートが完成すると街道沿いに茶店や旅籠屋など旅人相手の商いを目指す人々が集るようになり、寛永7年（1630年）に草加は千住宿に次ぐ2番目の宿、千住宿と越ヶ谷宿の「間（あい）の宿」として取り立てられることになった。
草加宿は日光街道および奥州街道の江戸・日本橋から数えて2番目の宿場である。慶長6年（1601年）に江戸に幕府を建てた徳川家康によって整備された。

### 草加宿の設置
慶長11年（1606年）になって、大川図書（ずしょ）が先頭に立ち、現在の旧街道筋にあたる低湿地を土、柳の木、葦などの草で埋め固め、千住-越ヶ谷間をほぼ一直線に結ぶ新往還道を築き上げた。この新道の工事の完成に当時の将軍徳川秀忠は喜び、「草を以て沼をうづめ、往還の心安すきこと、これひとえに草の大功なり。このところ草加といふべし」と下知した。これを「草加」という地名の由来とする言い伝えがある。また、地名学会では、この地が綾瀬川右岸の砂地に発達した土地であり、砂地を意味する「ソガ」が草加となったという説をあげている。

開宿当初、家数は84軒、宿延長は685間、伝馬人足25人、駅馬25頭と小規模であったが、徐々に人口が増え、正徳3年（1713年）、草加宿総鎮守として市神（神明宮）が建てられると五・十の六斎市が開かれるようになり、近郷商圏の中心としても繁栄した。

日光参詣などで、交通量の増加から、千住宿から越谷宿の中間に宿駅設置の願いが出された。当時、草加は新道沿いには集落がいくつか成立していたが、宿場を編成する大きな村はなかった。人馬継立てが間に合わなくなると、幕府は、複数の村が宿場を編成することを許可したことから、千住から越ヶ谷間の「間の宿」として、9か村組合宿による草加宿が誕生した。寛永7年(1630年）には、幕府の伝馬制度の公認により日光街道で二の宿駅となった。

### 草加宿の盛衰
草加宿の開宿当時、戸数は84戸、長さ685間、伝馬人足25人、駅馬25頭であり、旅籠屋も5軒から6軒、店舗は豆腐屋、塩・油屋、湯屋、髪結床、団子屋、餅屋が各1軒ずつ軒を並べたもので、あとは農家であったが徐々に人口が増え、元禄期には戸数120軒になった。
正徳3年（1713年）には、草加宿総鎮守として市神（神明宮）が建てられ、五・十の六斎市が開かれるようになり、近郷商圏の中心として繁栄するようになった。このころから、大半が店子と地借層で、他に屋守、分地、脇屋敷と都合5000人前後で構成され、享保年間（1716年-1736年）に発展し、享保13年（1728年）には伝馬人足50人、駅馬50頭となったという。
草加宿は、享保年間（1716年-1736年）から発達し、天保14年（1843年）によると、南北12町（約1.3km）の規模となり、本陣1軒、脇本陣1軒、旅籠67軒（大2、中30、小35）、人口3,619人であった。これは、同じ日光道中の宿場のうち、城下町に併設されていた宇都宮宿と古河宿を除けば、千住宿、越ヶ谷宿、幸手宿に次ぐ規模であった。
問屋場（といやば＝伝馬継立業務を代行する役所）は1か所置かれ、問屋場の長である問屋、補佐役の年寄が置かれていた。伝馬事務に当たる帳付、人足や馬の差配にあたる人足指、使い走りの定使（雇人）がいた。伝馬制度は公用のものだったが、木賃宿、旅籠屋などの私宿も繁盛し、商い店も増えた。
幕末期には、商品流通の進展を背景に、草加宿では有力富農が台頭し、嘉永期以降には豪商農「十六人衆」が生成したという。

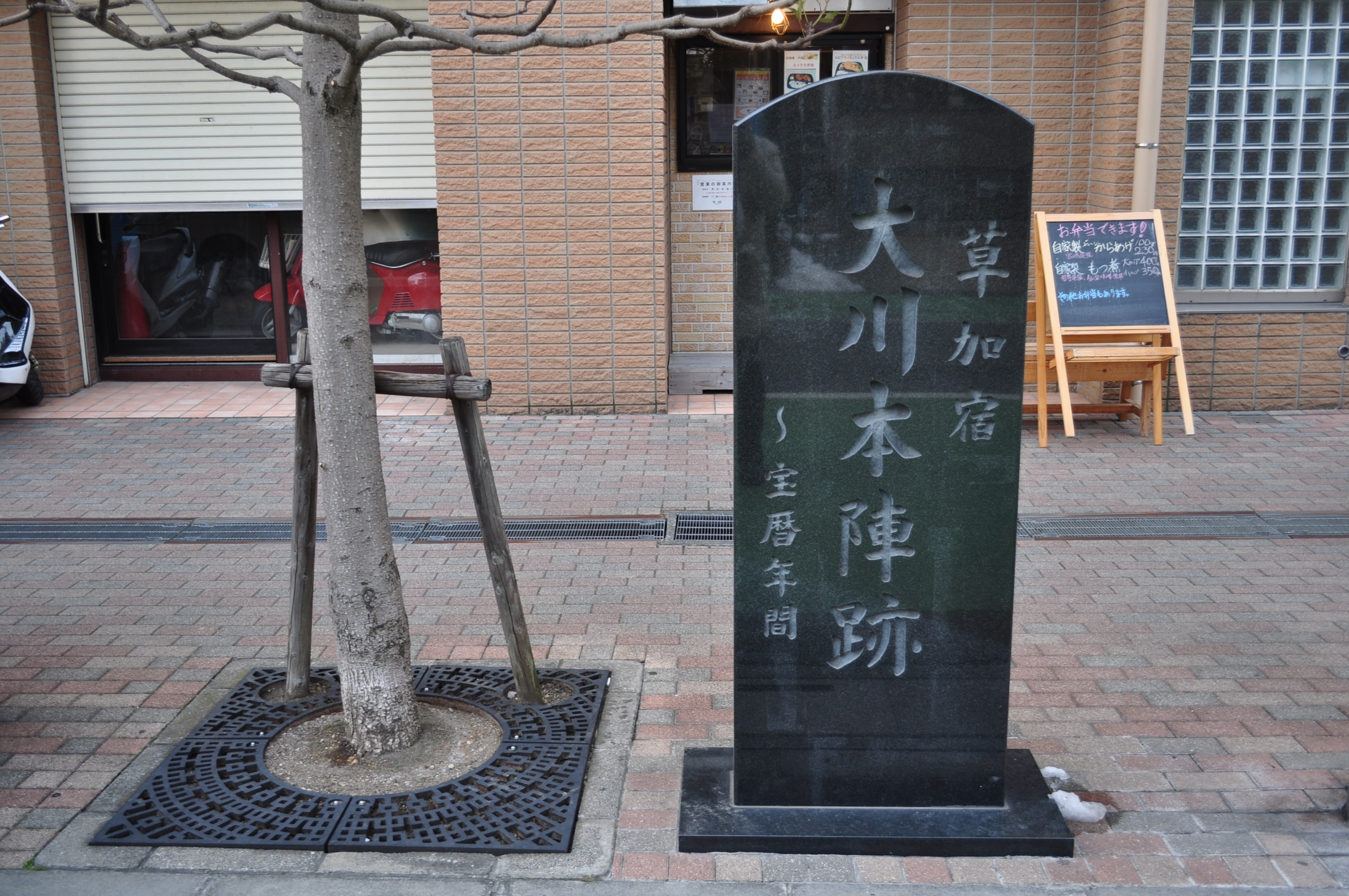
草加宿の大川本陣跡碑（2018年1月26日撮影）
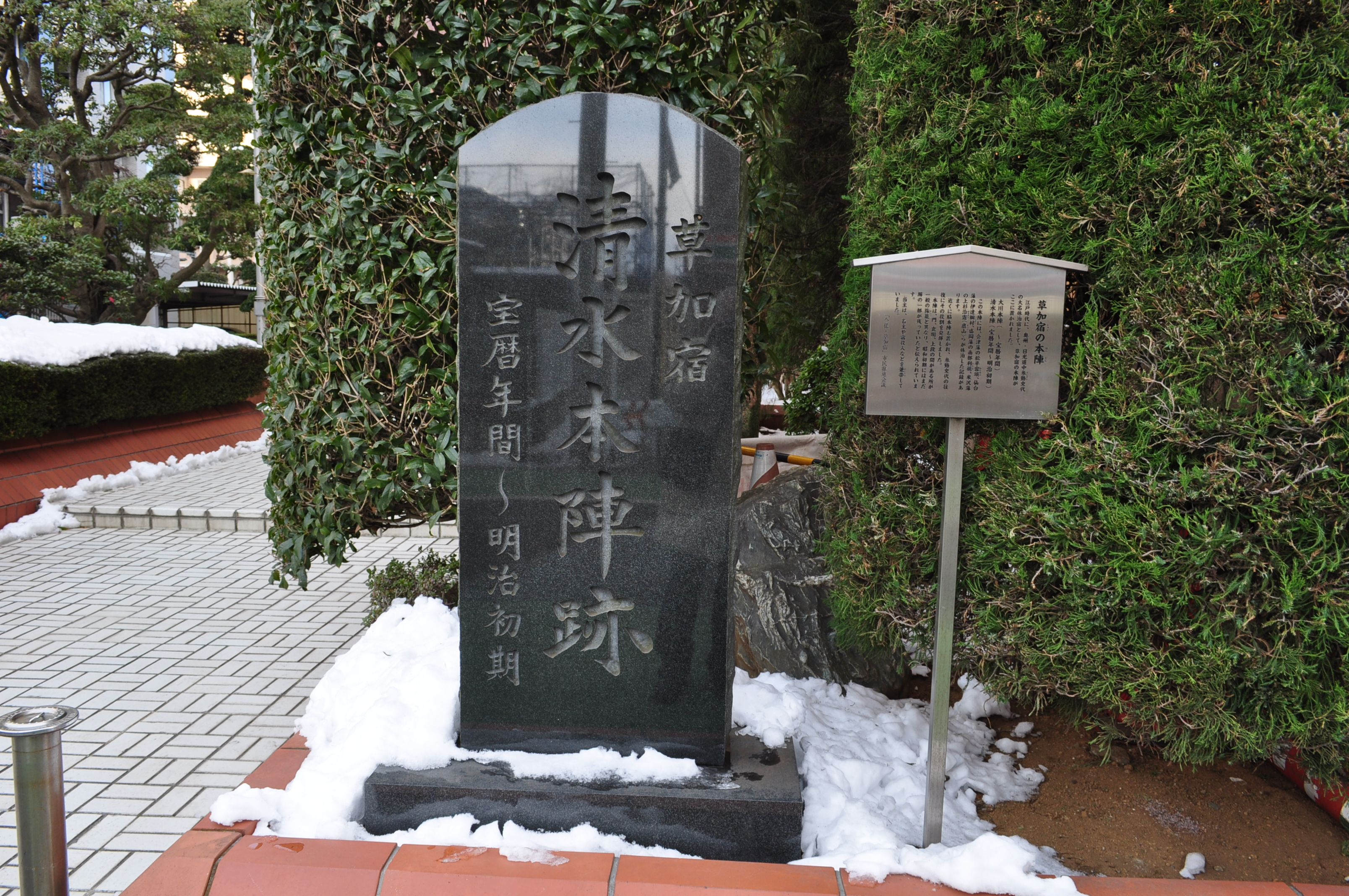
草加宿の清水本陣跡碑（2018年1月26日撮影）

草加せんべい
元々この一帯では稲作が盛んに行われており、農家では蒸した米をつぶし丸めて干したものに塩をまぶして焼き、間食として食べていた。江戸期に入り、この地に宿場が開かれ発展していくと、この塩味の煎餅が旅人向けの商品として売り出され、各地に広まることとなる。その後、利根川流域（千葉県野田市など）で生産された醤油で味をつけるようになり、現在の草加煎餅の原型となったといわれている。

現在、草加市内にはせんべいの製造所や販売所が60軒以上に及び、現在も草加の代名詞となっている。製造工程は機械化されつつあるが、昔ながらの天日干しや手焼きで製造する所も少なからず存在する（詳しくは「煎餅」も参照。）。

## 災害

### 安政江戸地震
安政大地震は、安政2年10月2日（1855年11月11日）に、東京湾北部を震源とした直下地震があり、古文書から草加宿周辺では震度5程度とされる。草加宿周辺の地震被害は『嘉永明治年間録』にて記録されている。
草加宿周辺は旧河川上の集落であったことから、地震による家屋の倒壊や液状化現象があった。

## 名所・旧跡等

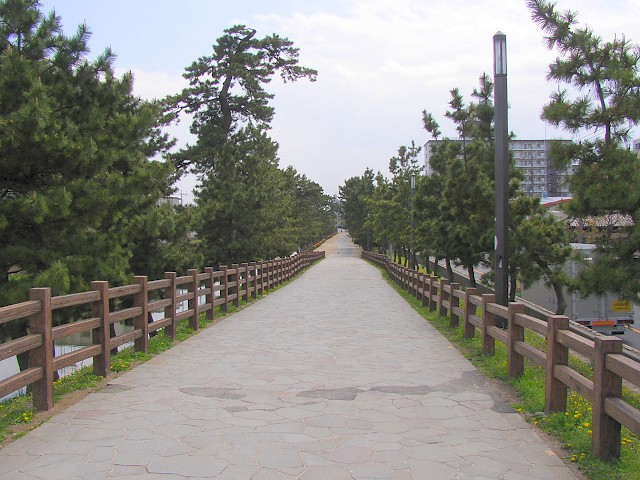
おくのほそ道の風景地　草加松原（国指定名勝）

- 草加松原:おくのほそ道の風景地　草加松原（国指定名勝）[16]。

## 設備
- 接続道路
  - 日光街道
  - 奥州街道

## 交通
隣の宿
- 日光街道・奥州街道

千住宿 - 草加宿 - 越ヶ谷宿